# بتشهنك
بتشهنك (بالفارسية: بچهنک) هي قرية تقع في قسم جلغة تشاة هاشم الريفي (مقاطعة دلغان) في إيران. يقدر عدد سكانها بـ 127 نسمة بحسب إحصاء 2016.